# Mikroregion Itapetininga
Mikroregion Itapetininga (port. Microrregião de Itapetininga) – mikroregion w brazylijskim stanie São Paulo należący do mezoregionu Itapetininga.

## Gminy
- Alambari
- Angatuba
- Campina do Monte Alegre
- Guareí
- Itapetininga